# Varietat abeliana

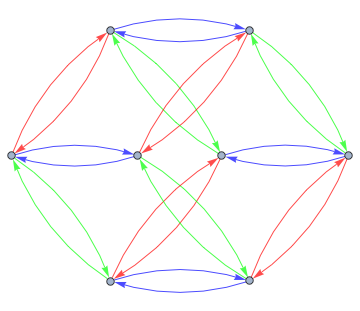
Un cub. Creat amb el codi Wolfram Language CayleyGraph.

En matemàtiques, particularment en geometria algebraica, anàlisi complexa i teoria algebraica de nombres, una varietat abeliana és una varietat algebraica projectiva que també és un grup algebraic, és a dir, té una llei de grup que es pot definir per funcions regulars. Les varietats abelianes es troben al mateix temps entre els objectes més estudiats en geometria algebraica i eines indispensables per a la investigació sobre altres temes de geometria algebraica i teoria de nombres.
Una varietat abeliana es pot definir per equacions amb coeficients en qualsevol camp; llavors es diu que la varietat està definida sobre aquest camp. Històricament, les primeres varietats abelianes que s'han estudiat van ser les definides en el camp dels nombres complexos. Aquestes varietats abelianes resulten ser exactament aquells toris complexos que es poden incrustar holomòrficament en un espai projectiu complex.
Les varietats abelianes definides sobre camps numèrics algebraics són un cas especial, que és important també des del punt de vista de la teoria dels nombres. Les tècniques de localització condueixen de manera natural des de varietats abelianes definides sobre camps numèrics fins a unes definides sobre camps finits i diversos camps locals. Com que un camp numèric és el camp de fracció d'un domini de Dedekind, per a qualsevol nombre primer diferent de zero del vostre domini de Dedekind, hi ha un mapa del domini de Dedekind al quocient del domini de Dedekind pel primer, que és un camp finit per a tots els nombres primers finits.. Això indueix un mapa del camp de fraccions a qualsevol camp finit. Donada una corba amb una equació definida sobre el camp numèric, podem aplicar aquest mapa als coeficients per obtenir una corba definida sobre algun camp finit, on les opcions de camp finit corresponen als nombres primers finits del camp numèric.
Les varietats abelianes apareixen naturalment com a varietats jacobianes (els components connectats de zero a les varietats Picard ) i varietats albaneses d'altres varietats algebraiques. La llei de grup d'una varietat abeliana és necessàriament commutativa i la varietat no és singular. Una corba el·líptica és una varietat abeliana de dimensió 1. Les varietats abelianes tenen la dimensió Kodaira 0.

## Història i motivació
A principis del segle XIX, la teoria de les funcions el·líptiques va aconseguir donar una base per a la teoria de les integrals el·líptiques, i això va deixar oberta una via òbvia d'investigació. Les formes estàndard de les integrals el·líptiques implicaven les arrels quadrades dels polinomis cúbics i quàrtics. Quan aquests fossin substituïts per polinomis de grau superior, per exemple quintics, què passaria?
En el treball de Niels Abel i Carl Jacobi, la resposta es va formular: això implicaria funcions de dues variables complexes, amb quatre períodes independents (és a dir, vectors de període). Això va donar la primera visió d'una varietat abeliana de dimensió 2 (una superfície abeliana): el que ara s'anomenaria jacobià d'una corba hiperel·líptica del gènere 2.
Després d'Abel i Jacobi, alguns dels contribuents més importants a la teoria de les funcions abelianes van ser Riemann, Weierstrass, Frobenius, Poincaré i Picard. El tema era molt popular a l'època, ja que comptava amb una gran literatura.
A finals del segle XIX, els matemàtics havien començat a utilitzar mètodes geomètrics en l'estudi de les funcions abelianes. Finalment, a la dècada de 1920, Lefschetz va establir les bases per a l'estudi de les funcions abelianes en termes de tori complexos. També sembla ser el primer a utilitzar el nom de "varietat abeliana". Va ser André Weil a la dècada de 1940 qui va donar a la matèria els seus fonaments moderns en el llenguatge de la geometria algebraica.
Avui dia, les varietats abelianes formen una eina important en la teoria dels nombres, en els sistemes dinàmics (més concretament en l'estudi dels sistemes hamiltoniens) i en la geometria algebraica (especialment les varietats Picard i les varietats albaneses).